# Paesaggio montano (Barbieri)
Paesaggio montano è un dipinto di Contardo Barbieri. Eseguito nel 1929, appartiene alle collezioni d'arte della Fondazione Cariplo.

## Descrizione
Si tratta di un paesaggio di montagna in cui Barbieri affianca ad alcune peculiarità novecentiste, in particolar modo la solidità disegnativa e compositiva, tratti di maggior leggerezza e disimpegno, ravvisabili nella morbidezza della pennellata e del colore, oltre che nell'introduzione di una figura umana ben lontana dai canoni di monumentalità cari al movimento sarfattiano, cui Barbieri era comunque legato.
Il dipinto, presente in diverse esposizioni come Paesaggio alpino, reca invece sul telaio il titolo Paesaggio montano.